# Сара Фратини
Сара Фратини (на испански: Sara Fratini) е венецуелски дизайнер, илюстратор, уличен художник и мениджър на културни организации, известна със своите черни линии и отличителни герои.

## Биография
Сара Фратини е родена през 1985 г. в Пуерто Ордас, Венецуела, където живее докато не се установи в Испания, за да учи изящни изкуства в Университетът Комплутенсе в Mадрид. Прев 2012 г., та се премества в Италия, за да продължи да рисува. Започва да работи за Международния Филмов Фестивал Ла Гуаримба, където всяка година тя организира изложба на афиши на художници от цял свят. От 2016 г. Насам, тя също промотира фестивала Синемамбуланте в Амантеа. Благодарение на разпространението на своята работа чрез социалните мрежи Facebook, Instagram и Twitter, тя успява да популяризира творбите си и подписва договор с издателска фирма за първи път.

## Артистичен стил
Нейните творби са характерни с черните линии на бял фон, като понякога има други добавени цветове като розово или червено. В илюстрациите ѝ забелязваме винаги женска фигура с едри форми и дълги къдрави коси (които представляват спомените).
Чрез своето изкуство, тя иска да покаже критика към обществото срещу стандартите за красота и социалния натиск, упражняван от рекламите, показвайки „истинските жени“ с извивки, с усмивки и страхове, произхождайки от феминизма, който се бори срещу неравенството.

### Труд
Фратини популяризира своите творби чрез социалните мрежи.
През 2015, издателската къща Лумен публикува нейната първа книжка с илюстрации, наименувана Красивият живот, в която нейният е;бле;атичен герой, закръглена жена в черно и бяло с малко розово, флиртува със своите страхове, без да загуби ентусиазмът си за живот. Серджио Адрю, от Ла Вангуардия, определя нейните творби като „момичета като вихрушки обвити в своите черни коси, образи на жени, които са смели и запазват оптимистичния дух“.
През 2016 г. при същия издател тя публикува Una tal Martina y su monstruo. В тази книга тя кръщава своята героиня Мартина Розето (вдъхновена от нейна приятелка). Героинята е едно младо момиче, което се сблъсква със своите страхове, едно чудовище, което я съпровожда и символизира комплексите и вътрешните конфликти на хората.
През 2019, тя издава книга с илюстрации за деца African-meninas Liderazdo Feminino en el continente Africano, със сътрудничеството на Каро Морет Миранда, която създава историите на африканските жени лидери.
Освен илюстрации, тя също създава многобройни илюстрации по стените в голям фор;ат в градове като Мадрид, Малага, Ла Палма, Куидат де Сориа, Сицилия, Тревисе, Ле Пуийл, Калабрия, Сант Луис и острова Нгор. Тези стенни рисунки са част от проектите, на които Сара е поканена да участва по различни тематики. В Малага тя изрисува страната на факултета по изящни изкуства на УМА по поръчка на Amnesti International и Фестивалът Ла Гуаримба. Тази фреска с размери 18 м. дължина и 1,5 м. височина ѝ позволява да стане финалист на World Illustration Awards на асоциацията на илюстраторите през 2017 г.
През 2019 г. е поканена да рисува от един уличен арт проект Muros Tabacalera в Мадрид за промоцията на приложните изкуства на Министерството на Културата и Спорта в Испания.

## Публикации
- (2013). Cartas desde mi cuarto propio: колекция 2013. Мадрид: Ед. Верками. Автори: Ируста Родригес, Е. и Фратини, С. ISBN: 978-84-942279-1-2.
- (2015). La buena vida. Барселона: Ed. Lumen. Автор: Фратини, С. ISBN 978-84-264-0191-5.
- (2016). Una tal Martina y su monstruo. Барселона: Ed. Lumen. Автор: Фратини, С. ISBN 978-84-264-0292-9.
- (2019). Африкански – Meninas: лидерство на жените на африканския континент. Барселона: Ed. Wanafrica. Автори: Moret Miranda, K., et al. Илюстрации: Fratini, S. и Cebrián, A. ISBN: 978-84-17150-77-8.